# Evergrande Group
Evergrande Group er en kinesisk virksomhed inden for ejendomsudvikling. Virksomheden var den anden største i Kina inden for det område, og den har lavet ejendomme i over 170 byer. Den var placeret som nummer 122 på Fortune Global 500.
I september 2021 kom virksomheden i fokus på grund af problemer med afvikling af stor gæld svarende til 2% af Kinas BNP. Omkring 1.500.000 kunder vurderes at kunne miste deres depositum på Evergrande-bygninger, som endnu ikke er blevet bygget.
Evergrande og Alibaba Group ejer hver især 50% af Guangzhou F.C.
I 2024 blev Evergrande Group beordret til at gå i opløsning, på grund af misligholdt gæld til udenlandske investorere. 